# بنیاد (دشتی)
بنیاد، روستایی است از توابع بخش کاکی در شهرستان دشتی استان بوشهر ایران.

## جمعیت
این روستا در دهستان کاکی قرار داشته و براساس سرشماری سال ۱۳۸۵ جمعیت آن ۸۳۱ نفر (۱۵۷ خانوار) بوده‌است.